# Perpetua i Felicita
Sveta Perpetua i Felicita (latinski: Perpetua et Felicitas) bile su kršćanske mučenice iz 3. stoljeća. 
Vibia Perpetua bila je svježe udana, obrazovana plemkinja, za koju se kaže da je u vrijeme svoje smrti imala 22 godine, i majka dojenčeta koje je dojila. Felicita je bila robinja zatvorena s njom i u to vrijeme trudna. One su zajedno s drugima pogubljene u Kartagi u rimskoj afričkoj provinciji.
Perpetua je zapisala događanja u svom dnevniku "Muka svete Perpetue i Felicite". To je jedan od najstarijih kršćanskih tekstova. Prema njenom dnevniku, rob po imenu Revocatus, njegova prijateljica ropkinja Felicita, dva slobodna čovjeka Saturninus i Secundulus te Perpetua, bili su katekumeni - to jest kršćani poučeni vjerom, ali još nisu kršteni. Uhićeni su i pogubljeni za vrijeme vojnih igri u čast rođendana rimskoga cara Septimija Severa. Ovoj skupini pridružen je čovjek po imenu Saturus, koji je dobrovoljno otišao pred suca i proglasio se kršćaninom. Perpetuina pripovijest u prvom licu objavljena je postumno kao dio njenoga dnevnika.
U Kartagi je kasnije podignuta bazilika nad grobnicom mučenika, Bazilika Maiorum, gdje je pronađen drevni natpis s imenima Perpetue i Felicite.
Sveta Felicita i Perpetua među mučenicima su, koji se imenom spominju u rimskom kanonu mise.
Blagdan svete Perpetue i Felicite, 7. ožujka, slavio se i izvan Afrike i upisan je u Filokalijanski kalendar, kalendar mučenika iz 4. stoljeća koji se javno štuju u Rimu. Kad je blagdan svetog Tome Akvinskog bio ubačen u Rimski kalendar, za proslavu istog dana, dvije afričke svetice samo su se spominjale. Takvo je stanje bilo u Tridentinskom kalendaru koji je uspostavio papa Pio V., a ostalo je tako sve do godine 1908., kada je papa Pio X. datum njihovog obilježavanja prenio na 6. ožujka. U reviziji Općeg rimskog kalendara 1969. godine blagdan svetog Tome Akvinskog pomaknut je, a svetkovine svete Perpetue i Felicite vraćen na njihov tradicionalni datum 7. ožujka. 